# Shalamar

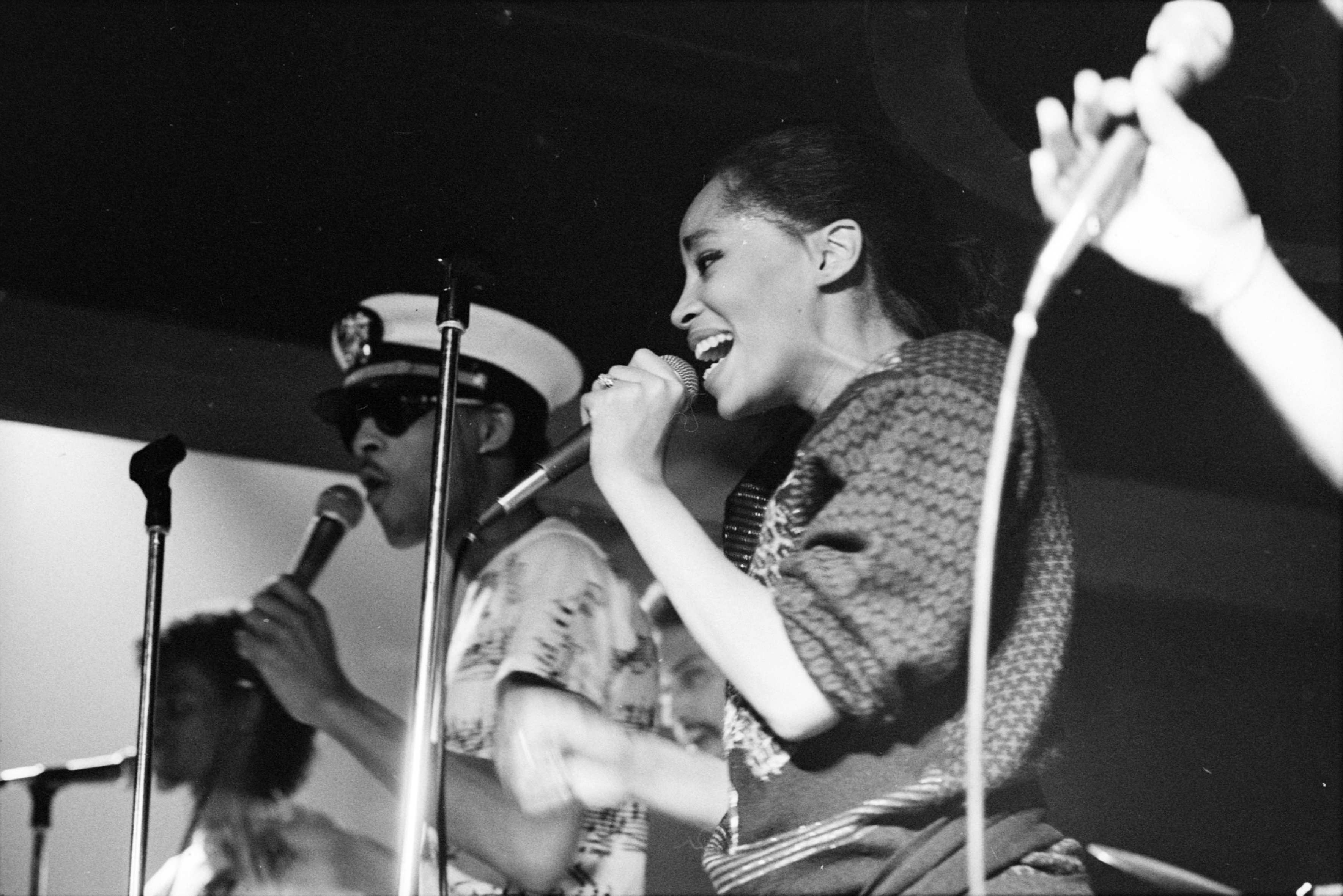
Shalamar w 1982

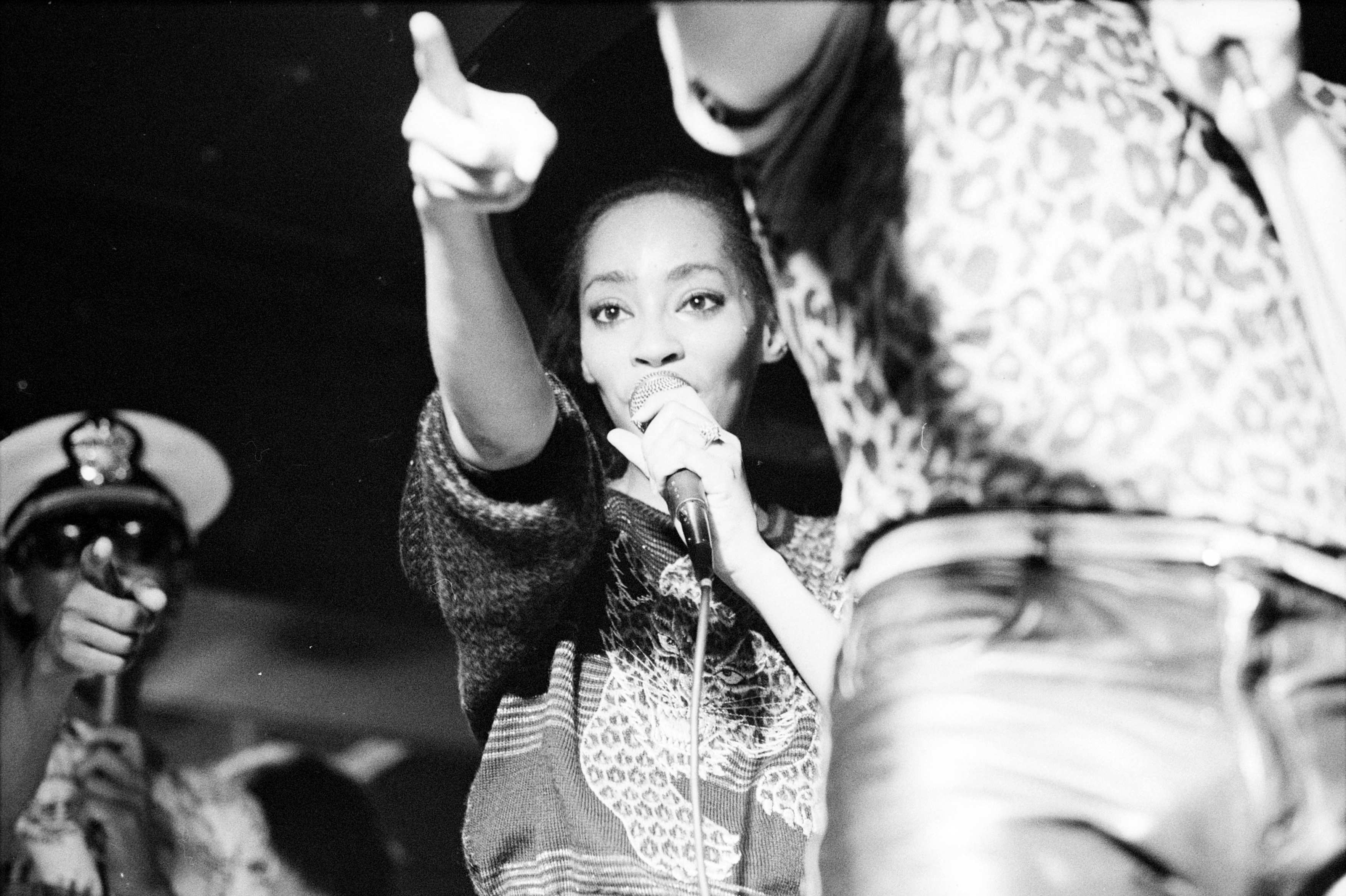
Shalamar w 1982

Shalamar – amerykański zespół muzyczny, działający głównie w latach 70. XX wieku i latach 80. XX wieku, który pierwotnie był pojazdem motorowym disco stworzonym przez łowcę talentów Dicka Griffeya z programu Soul Train i twórcę show Dona Corneliusa. Postanowili oni założyć sugestywne trio dance, wymyślone przez producenta Soul Train Dona Corneliusa. Jak zanotowano w British Hit Singles & Albums, byli uważani za ikony i prekursorów mody i pomogli wprowadzić popping do Wielkiej Brytanii. Ich wspólna nazwa 'Shalamar' został wybrany przez Griffeya. Zespół tworzą obecnie: Howard Hewett  (wokalista), Jeffrey Daniel (wokalista) i Carolyn Griffey (wokalistka).

## Albymy studyjne
- 1977 Uptown Festival
- 1978 Disco Gardens
- 1979 Big Fun
- 1980	Three for Love
- 1981	Go for It
- 1982	Friends
- 1983	The Look
- 1984	Heartbreak
- 1987	Circumstantial Evidence
- 1990	Wake Up

## Kompilacje
- 1982	Greatest Hits
- 1986	The Greatest Hits
- 1999	Greatest Hits
- 2006	Ultimate Collection